# Ein andalusischer Hund
Ein andalusischer Hund (Originaltitel: Un chien andalou, spanischer Titel: Un perro andaluz) ist ein Kurzfilm von Luis Buñuel und Salvador Dalí, der zum ersten Mal 1929 in Paris vorgeführt wurde. Er gilt als Meisterwerk des surrealistischen Films.

## Inhalt
Der Schwarzweißfilm besteht aus einer Aneinanderreihung surrealistischer Bilder und Szenen. Der Prolog zeigt einen Mann, der ein Rasiermesser schärft, dann eine Wolke, die vor dem Vollmond vorbeizieht. Der Mann schneidet einer vor ihm sitzenden Frau mit dem Rasiermesser durchs Auge.
Weitere absurde Szenen, die durch keine erkennbare Handlung zueinander gehören – wohl aber dieselben zwei Personen zeigen –, sind durch Zwischentitel („Acht Jahre später“, „Gegen drei Uhr morgens“, „Vor sechzehn Jahren“, „Im Frühling“) grob voneinander getrennt. Bekannte Einstellungen sind die Brüste einer Frau, die sich unter den Händen des Mannes in ihr Gesäß verwandeln, eine in der Tür eingeklemmte Hand mit einem Loch, aus dem Ameisen kriechen und der Mann, der unterschiedliche Dinge an zwei Seilen hinter sich herzieht, darunter zwei mit je einem Eselskadaver gefüllte Konzertflügel und zwei Brüder der Armenschule (Seminaristen).

## Hintergrund
Luis Buñuel und Salvador Dalí kannten sich seit ihrer Studienzeit Mitte der 1920er Jahre. 1928 trafen sie sich erneut in Figueres (Spanien), der Heimatstadt von Dalí. Bei dieser Gelegenheit erzählten sie sich gegenseitig zwei ihrer Träume: Buñuels Traum soll eine langgezogene Wolke enthalten haben, die den Mond durchschnitt, „wie eine Rasierklinge ein Auge“ zerschneidet, und Dalís Traum eine Hand, die voller Ameisen war. Sie beschlossen, die Motive filmisch umzusetzen, und schrieben innerhalb einer Woche mit der Technik des „automatischen Schreibens“ ein Drehbuch: Nichts an dem Film sollte rational, logisch, psychologisch oder kulturell erklärbar sein. Auch der Titel wurde ohne Bezug zum Film gewählt. Beide Träume finden im fertigen Film Verwendung.
Das Geld für die Herstellung erhielt Buñuel von seiner Mutter, wobei er nach eigener Angabe die Hälfte des Geldes in Pariser Lokalen und nicht für den Film ausgab. Die Dreharbeiten fanden zum Jahreswechsel 1928/29 in einem Atelier in Billancourt und in Le Havre statt, sie dauerten etwa vierzehn Tage. Buñuel schnitt den Film dann in Paris und zeigte ihn u. a. Man Ray und Louis Aragon, die begeistert waren. Im April 1929 folgte die öffentliche Uraufführung.
Zur Begleitung des Stummfilms legte Buñuel auf einem Grammophon, das sich hinter der Leinwand befand, abwechselnd Musik Richard Wagners (Tristan und Isolde) und argentinische Tangos auf. Bei einer Neuaufführung 1960 wurde die gleiche Musik auf einer Tonspur hinzugefügt. Es scheint aber auch eine Filmkopie zu existieren, auf der zusätzlich noch Ludwig van Beethoven zu hören ist. Luis Buñuel erwähnt in seinem Buch Mein letzter Seufzer Beethoven nicht. Entweder war diese Fassung nicht von ihm autorisiert oder er konnte sich bei der Niederschrift seines Buches nicht mehr an die Abweichung der beiden Fassungen erinnern.
1983 vertonte Mauricio Kagel den Film für das Schweizer Fernsehen. Er verwendete dazu – in Anspielung auf den Titel – unter anderem Aufzeichnungen von jaulenden Hunden. Wolfgang Rihm komponierte 1984 das Stück Bild (eine Chiffre) für 9 Spieler als Begleitmusik zu dem Film.
Aus Angst vor den wütenden Reaktionen des Publikums hatte Buñuel, wie er selbst später berichtete, bei der Pariser Premiere des Films seine Taschen vorsorglich mit Steinen gefüllt. Das Premierenpublikum reagierte jedoch überraschend wohlwollend. Auf den „drei- oder vierhundert Plätzen der ‚Ursulines‘“ hätten nur „Aristokraten und Künstler“ gesessen, erinnerte sich Buñuel. Lauter „Leute, die die Cahiers d’Art lasen oder darin schrieben. […] Am Ende des Films erhoben sie sich und klatschten lange Beifall; die Steine wogen schwer in meinen Taschen.“ Zwar lösten die Szenen bei vielen Zuschauern erwartungsgemäß Befremden und Abscheu aus, und der englische Surrealist David Gascoyne sprach von einer wahren „Hysterie“, die der Skandalfilm hervorrief, aber Teile der Pariser Presse waren begeistert. Buñuel und Dalí reagierten unterschiedlich darauf:

„Der Film erzielte die von mir erwarteten Resultate. Er machte an einem einzigen Abend zehn Jahre pseudointellektuellen Nachkriegsavantgardismus zunichte. Dieses schändliche Zeug, das man abstrakte Kunst nannte, fiel uns auf den Tod verwundet vor die Füße, um nie wieder aufzustehen, nachdem sie gesehen hatten, wie das Auge eines Mädchens von einer Rasierklinge durchschnitten wird. In Europa war kein Platz mehr für die manischen kleinen Rechtecke von Herrn Mondrian.“

„‚Ein Erfolgsfilm‘, werden die meisten denken, die ihn gesehen haben. Doch was vermag ich gegen diejenigen, die geil sind auf alles Neue, selbst wenn es ihren tiefsten Überzeugungen ins Gesicht schlägt, gegen eine Presse, die unaufrichtig oder käuflich ist, gegen dieses stumpfsinnige Pack, das ‚schön‘ oder ‚poetisch‘ gefunden hat, was im Grunde nur ein verzweifelter, ein leidenschaftlicher Aufruf zum Mord ist.“

Insbesondere die Eröffnungsszene, in der der jungen Frau mit einem Rasiermesser das Auge zerschnitten wird, erlangte Weltruhm. Diese Szene ruft Urängste bei allen Menschen wach, völlig unabhängig von ihrem kulturellen Kontext. Für den Dreh wurde ein Kuhauge benutzt, welches stark überbelichtet wurde, so dass das Kuhfell wie die weiche Haut des Mädchens erschien.
Der Film erfüllte in seiner totalen Irrationalität die Grundsätze, wie sie André Breton im Manifest des Surrealismus (Paris 1924) einige Jahre vorher formuliert hatte. Buñuel und Dalí wurden schlagartig berühmt und in die Pariser Surrealistengruppe aufgenommen. Kurze Zeit später arbeiteten sie noch einmal zusammen an dem Film Das goldene Zeitalter.

## Rezensionen
„Der Schnitt, der in dieser legendären Eröffnungsszene das Auge durchtrennt, wird letztlich nicht vom Rasiermesser, sondern von der filmischen Montage ausgeführt. Auf geniale Weise verschränken sich hier Form und Inhalt: erst der Filmschnitt gebiert den Schnitt durchs Auge, der wiederum den Filmschnitt symbolisiert. Denn wie das Messer das Organ der Erkenntnis durchtrennt, so zerschneidet die Montage die narrative Kohärenz des Filmes. Und so wie der Mann seine Rasierklinge an das Auge der Frau legte, legten Buñuel und Dali ihre Klingen an das Auge des Zuschauers.“

„So überraschend, wie gerne behauptet wird, ist der Schnitt durchs Auge nämlich gar nicht. Vielmehr wird der Zuschauer präzise darauf vorbereitet und das mit absolut klassischen filmischen Mitteln […] Das Erschreckende dieses Anblicks beruht gerade nicht darauf, dass er uns vollkommen unvermittelt trifft, sondern vielmehr dass wir ihn bereits beim Bild des geteilten Mondes ahnen. Was als grosser Tabubruch in die Filmgeschichte eingehen sollte, ist zugleich das Schulbuchbeispiel eines Match Cut. […] Der surrealistische Überraschungseffekt von Un chien andalou entspringt somit erst aus einer absoluten Beherrschung der gängigen Erzähltechniken des Kinos.“

„Ein Klassiker der Filmkunst, an dessen Drehbuch der surrealistische Maler Salvatore Dali mitwirkte. Thematisch nicht durchaus erfreulich, in der surrealistischen Gestaltung kühn und einfallsreich. Von hier aus gesehen nicht nur filmhistorisch interessant.“